# Drugi rząd Umara Karamiego
Drugi rząd Umara Karamiego – rząd Republiki Libańskiej funkcjonujący od października 2004 do kwietnia 2005.

## Powstanie
20 października 2004 roku Rafik al-Hariri ogłosił dymisję swojego gabinetu. 21 października Umar Karami został mianowany po raz drugi premierem Libanu. 26 października sformował rząd, liczący 30 członków, w tym dwie kobiety.

## Upadek
14 lutego 2005 roku Rafik al-Hariri zginął w zamachu bombowym, co doprowadziło do gwałtownych protestów społecznych, które przerodziły się w tzw. cedrową rewolucję. W wyniku masowych, antysyryjskich protestów Umar Karami, uważany za sojusznika Syrii, musiał podać się do dymisji 28 lutego tego samego roku. Mimo że prezydent Émile Lahoud ponownie desygnował Umara Karamiego na prezesa rady ministrów, nie udało mu się sformować nowego rządu. 19 kwietnia nowym premierem został Nadżib Mikati.

## Skład
| Stanowisko                                | Imię i nazwisko                                        | Wyznanie             |
| Premier                                   | Umar Karami                                            | Sunnita              |
| Min. ekonomii i handlu                    | Adnan al-Kassar                                        | Sunnita              |
| Min. sprawiedliwości                      | Adnan Addum                                            | Sunnita              |
| Min. przemysłu                            | Leila Sulh Hmede                                       | Sunnitka             |
| Min. edukacji                             | Ahmad Sami Minkara                                     | Sunnita              |
| Min. obrony                               | Abdel Rahim Mrad                                       | Sunnita              |
| Min. spraw zagranicznych                  | Mahmud Hammud                                          | Szyita               |
| Min. zdrowia                              | Mohammad Dżawad Chalife                                | Szyita               |
| Min. spraw socjalnych                     | Ghazi Zaajter                                          | Szyita               |
| Min. robót publicznych i transportu       | Jassin Dżaber                                          | Szyita               |
| Min. pracy                                | Asim Kansuh                                            | Szyita               |
| Sekretarz stanu ds. parlamentu            | Wafaa Dika Hamze                                       | Szyitka              |
| Min. ds. uchodźców                        | Talal Arslan                                           | Druz                 |
| Min. środowiska                           | Wiam Wahhab                                            | Druz                 |
| Sekretarz stanu                           | Mahmud Abdel Chalek                                    | Druz                 |
| Min. spraw wewnętrznych                   | Sulajman Farandżijja                                   | Katolik-Maronita     |
| Min. turystyki                            | Farid Hajkal al-Khazen Wadih al-Khazen (od 18 II 2005) | Katolik-Maronita     |
| Min. telekomunikacji                      | Jean-Louis Kardahi                                     | Katolik-Maronita     |
| Sekretarz stanu                           | Jusuf Salame                                           | Katolik-Maronita     |
| Sekretarz stanu ds. reformy administracji | Ibrahim Daher                                          | Katolik-Maronita     |
| Min. kultury                              | Nadżi Bustani                                          | Katolik-Maronita     |
| Wicepremier                               | Issam Fares                                            | Prawosławny          |
| Min. finansów                             | Elias Saba                                             | Prawosławny          |
| Min. informacji                           | Elie Ferzli                                            | Prawosławny          |
| Sekretarz stanu                           | Karam Karam                                            | Prawosławny          |
| Min. rolnictwa                            | Elias Skaff                                            | Katolik-Melchita     |
| Min. energii                              | Maurice Sehnawi                                        | Katolik-Melchita     |
| Sekretarz stanu                           | Albert Mansur                                          | Katolik-Melchita     |
| Min. młodzieży i sportu                   | Sebah Hownanian                                        | Prawosławny Ormianin |
| Sekretarz stanu                           | Alain Tabourian                                        | Prawosławny Ormianin |